# دائرة بيروت الثانية (2009)
دائرة بيروت الثانية كانت دائرة انتخابية برلمانية في لبنان. غطت ثلاثة أحياء ( أرباع) في الأجزاء الشمالية الشرقية من العاصمة؛ الميناء والمدور والباشورة. وانتخبت الدائرة أربعة أعضاء للجمعية الوطنية. يجب أن يكون اثنان من نواب بيروت الثانية من الأرمن الأرثوذكس، ومسلم سني ومسلم شيعي واحد (لمزيد من المعلومات حول النظام الانتخابي اللبناني، انظر الانتخابات في لبنان). انشأت الدائرة الانتخابية بموجب اتفاق الدوحة لعام 2008، قبل الانتخابات البرلمانية لعام 2009.

## التركيبة السكانية
أفادت وزارة الداخلية والبلديات عام 2011 أن عدد الناخبين في الدائرة 102.569 ناخباً، والتركيبة الدينية التالية: 31.22% مسلمون سنة ، 26.37% مسلمون شيعة، 25.25% أرمن أرثوذكس، 3.44% أقليات مسيحية أخرى، 3.42% موارنة، 3.35% أرمن كاثوليك. حصلت بيروت الثانية على أعلى نسبة من الناخبين الأرمن المسجلين في جميع الدوائر الانتخابية البرلمانية.

## انتخابات 2009
قبل انتخابات 2009، كان المتنافسان الرئيسيان، تحالفا 8 و14 آذار، قد اتفقا في الدوحة على تقسيم مقاعد بيروت 2 بينهما. وبموجب اتفاق الدوحة ستحصل المعارضة على المقعد الشيعي، والأغلبية على المقعد السني، والمقعد الأرمني سيتم تقسيمهما بين الاثنين. وفي وقت انتخابات 2009، كان عدد الناخبين المسجلين في الدائرة 101.787، منهم 27.787 أدلوا بأصواتهم. وكانت مشاركتها الانتخابية بنسبة 27.3% هي الأدنى بين الدوائر الانتخابية في جميع أنحاء البلاد (كان المعدل الوطني 50.7%). وكانت هناك 450 بطاقة اقتراع باطلة و315 صوتا فارغا. وكان التصويت في بيروت الثانية هادئاً إلى حد كبير.

## مقاعد الأرمن في انتخابات 2009
تم انتخاب مرشحين أرمن أرثوذكس بالتزكية. سيبوه كالباكيان وآرثر نازاريان. شغل كالباكيان منصب رئيس المجلس التنفيذي لحزب الهنشناك في لبنان لمدة ثلاثة عشر عامًا. وكان قد ترك هذا المنصب وهاجر إلى أستراليا، لكنه عاد قبل انتخابات 2009 إلى لبنان للترشح لمجلس النواب. كان نازاريان مرشح الاتحاد الثوري الأرمني ("الطاشناق"). أعلنت وزارة الداخلية والبلديات انتخاب كالباكيان ونزاريان بالتزكية في 22 أبريل/نيسان 2009.

## مقعد الشيعة في انتخابات 2009
وكان هناك مرشحان للمقعد الشيعي؛ هاني قبيسي وعباس ياغي. ولم يتقدم تحالف 14 آذار بأي مرشح شيعي، بحسب الاتفاق بين حركة أمل وتيار المستقبل في الدوحة. وفي 22 نيسان/أبريل 2009، انسحب مرشح حزب الله والنائب الحالي أمين شري رسمياً من السباق لصالح مرشح حركة أمل قبيسي. وبحسب مصادر إعلامية، فإن هذه الخطوة تمت لصالح حزب الله بهدف تخفيف حدة التوتر بين حركة أمل والتيار الوطني الحر بشأن ترشيحات جزين وبعبدا. وفي النهاية فاز قبيسي بالمقعد بفارق كبير، إذ حصل على 15126 صوتاً مقابل 195 لياغي.

## المقعد السني في انتخابات 2009
وكان المتنافسان الرئيسيان على المقعد السني هما نهاد المشنوق من تيار المستقبل وعدنان عرقجي من تحالف 8 آذار. ورغم أن تحالفي 8 و14 آذار كانا قد اتفقا في الدوحة على أن المقعد السني من نصيب تحالف 14 آذار إلا أن العرقجي رفض التنحي عن السباق، ما أثار قدرا من الجدل. في البداية، أعلن حزب الله أنه لن يدعم المشنوق ولا عرقجي. لكن قبل أيام قليلة من الانتخابات، أعلن الحزب أنه سيدعو إلى التصويت لصالح المشنوق، بموجب اتفاق الدوحة. وبحسب صحيفة الحياة فإن التحول في موقف حزب الله جاء بعد ضغوط من رئيس الوزراء القطري وزير الخارجية حمد بن جاسم بن جبر آل ثاني. وفاز المشنوق بالمقعد بفارق كبير إذ حصل على 16583 صوتاً، وجاء عدنان عرقجي في المركز الثاني بحصوله على 8071 صوتاً، ومحيي الدين مجبور على 231 صوتاً، وجلال كبريت على 10 أصوات فقط.

## قانون التصويت 2017
بموجب قانون التصويت الجديد الذي اعتمده مجلس النواب في 16 حزيران/يونيو 2017، أعيد تنظيم الدوائر الانتخابية في بيروت. وقسمت منطقة بيروت الثانية السابقة، حيث ذهب حي المدور والمقعدين الأرمن الأرثوذكس إلى منطقة بيروت الأولى التي يهيمن عليها المسيحيون. اندمج المرفأ والباشورة والمقعدين الإسلاميين في منطقة بيروت الثالثة ذات الأغلبية المسلمة (المعروفة فيما بعد باسم "بيروت الثانية").